# Coppa di Francia 1965-1966
La Coppa di Francia 1965-1966 è stata la 49ª edizione della coppa nazionale di calcio francese.

## Risultati

### Trentaduesimi di finale
| Squadra 1           | Risultato   | Squadra 2       |
| ------------------- | ----------- | --------------- |
| Pays d'Aix          | 1 - 0       | CS Cuiseaux     |
| Mutzig              | 2 - 0       | Stade Français  |
| Nantes              | 3 - 1       | Laval           |
| Nizza               | 1 - 0       | Monaco          |
| Nîmes               | 2 - 1       | SSMC Miramas    |
| Niort               | 2 - 1 (dts) | Béziers         |
| RC Paris            | 2 - 0       | Cambrai         |
| Stade Reims         | 1 - 0       | AS Strasburgo   |
| Stade Briochin      | 3 - 2       | UCK Vannes      |
| Red Star            | 3 - 1       | Montpellier     |
| Sochaux             | 4 - 1       | Grenoble        |
| Strasburgo          | 3 - 1       | Saint-Étienne   |
| Tolone              | 2 - 0       | AS Decize       |
| Tolosa              | 3 - 0       | Angoulême       |
| Valenciennes        | 2 - 0       | Mantes          |
| Olympique Marsiglia | 2 - 0       | Bordeaux        |
| Olympique Lione     | 3 - 1       | AAJ Blois       |
| RC Vichy            | 3 - 1       | Agde            |
| Olympique Avignone  | 3 - 1 (dts) | Gazélec Ajaccio |
| Cannes              | 1 - 0       | Marignane       |
| Cherbourg           | 3 - 0       | Boulogne        |
| Ajaccio             | 1 - 0       | Sedan           |
| Gueugnon            | 2 - 1       | Chaumont        |
| Lilla               | 3 - 0       | Lens            |
| Limoges             | 0 - 0 (dts) | Rouen           |
| Bastia              | 3 - 2       | US Cazères      |
| Angers              | 6 - 1       | Châteauroux     |
| Feignies-Aulnoye    | 2 - 1       | Quevilly-Rouen  |
| Besançon            | 2 - 0       | Mulhouse        |
| Rennes              | 5 - 1       | Calais RUFC     |
| Forbach             | 5 - 0       | CO Saint-Dizier |
| Dunkerque           | 2 - 2 (dts) | Beauvais        |

#### Spareggi
| Squadra 1 | Risultato | Squadra 2 |
| --------- | --------- | --------- |
| Limoges   | 2 - 0     | Rouen     |
| Dunkerque | 1 - 0     | Beauvais  |

### Sedicesimi di finale
| Squadra 1       | Risultato   | Squadra 2           |
| --------------- | ----------- | ------------------- |
| Tolosa          | 5 - 1       | Gueugnon            |
| Stade Reims     | 2 - 1       | Tolone              |
| Stade Briochin  | 1 - 0       | Olympique Marsiglia |
| Nantes          | 7 - 3       | Forbach             |
| Red Star        | 4 - 2       | Olympique Avignone  |
| Sochaux         | 3 - 1       | RC Vichy            |
| Olympique Lione | 0 - 0 (dts) | Besançon            |
| Lilla           | 4 - 1       | Limoges             |
| Cherbourg       | 2 - 0       | Dunkerque           |
| Strasburgo      | 4 - 1       | Feignies-Aulnoye    |
| Cannes          | 1 - 1 (dts) | Mutzig              |
| Angers          | 2 - 0       | RC Paris            |
| Ajaccio         | 1 - 0       | Bastia              |
| Rennes          | 5 - 0       | Niort               |
| Pays d'Aix      | 1 - 0 (dts) | Valenciennes        |
| Nîmes           | 2 - 1       | Nizza               |

#### Spareggi
| Squadra 1       | Risultato   | Squadra 2 |
| --------------- | ----------- | --------- |
| Olympique Lione | 1 - 1 (dts) | Besançon  |
| Cannes          | 4 - 0       | Mutzig    |

#### Replay
| Squadra 1       | Risultato | Squadra 2 |
| --------------- | --------- | --------- |
| Olympique Lione | 1 - 0     | Besançon  |

### Ottavi di finale
| Squadra 1   | Risultato   | Squadra 2       |
| ----------- | ----------- | --------------- |
| Ajaccio     | 3 - 2       | Pays d'Aix      |
| Tolosa      | 2 - 0       | Olympique Lione |
| Sochaux     | 4 - 0       | Nîmes           |
| Stade Reims | 1 - 1 (dts) | Rennes          |
| Nantes      | 1 - 1 (dts) | Red Star        |
| Cherbourg   | 1 - 0       | Lilla           |
| Angers      | 1 - 1 (dts) | Cannes          |
| Strasburgo  | 5 - 2       | Stade Briochin  |

#### Spareggi
| Squadra 1   | Risultato   | Squadra 2 |
| ----------- | ----------- | --------- |
| Angers      | 3 - 0       | Cannes    |
| Nantes      | 2 - 0       | Red Star  |
| Stade Reims | 1 - 1 (dts) | Rennes    |

#### Replay
| Squadra 1   | Risultato | Squadra 2 |
| ----------- | --------- | --------- |
| Stade Reims | 3 - 2     | Rennes    |

### Quarti di finale
| Squadra 1  | Risultato   | Squadra 2   |
| ---------- | ----------- | ----------- |
| Angers     | 3 - 1 (dts) | Stade Reims |
| Nantes     | 2 - 0       | Ajaccio     |
| Strasburgo | 1 - 0       | Cherbourg   |
| Tolosa     | 2 - 0       | Sochaux     |

### Semifinali
| Squadra 1  | Risultato   | Squadra 2 |
| ---------- | ----------- | --------- |
| Strasburgo | 3 - 1 (dts) | Tolosa    |
| Nantes     | 3 - 0       | Angers    |

### Finale
| Arbitro: | Jean Tricot |

| |            | |
| Sbaïz 50’ | Marcatori  | |
| Johnny Schuth René Hauss Denis Devaux Pierre Sbaïz Raymond Stieber Raymond Kaelbel Gilbert Gress Roland Merschel José Farías Robert Szczepaniak Gérard Hausser | Formazioni | Daniel Eon Georges Grabowski Gilbert Le Chenadec Robert Budzynski Gabriel De Michèle Ramon Muller Jean-Claude Suaudeau Bernard Blanchet Philippe Gondet Jacky Simon Bako Touré |
| Paul Frantz | Allenatori | José Arribas |